# チームK 2nd Stage「青春ガールズ」
『チームK 2nd Stage「青春ガールズ」』（チームケー セカンドステージ せいしゅんガールズ）は、AKB48チームK劇場公演の2nd Stageである。
本項では、その後の別チームによる「おさがり」公演についても記述する。また、それぞれの公演を収録したCD、DVDについても記述する。

## 概要
AKB48チームK初のオリジナル公演である。
この公演の演目は、AKB48チームBの1st公演、NMB48チームNの2nd公演、JKT48チームKIIIの2nd公演、HKT48チームHの2nd公演などでも使用された。

## 公演内容

### 曲目
1. overture
（作編曲：尾澤拓実、歌：TAZ）
全AKB48公演共通である。
2. 青春ガールズ
（作詞：秋元康、作曲：エザキマサル、編曲：Funta）
作曲のエザキマサルがプロデュースした音楽ユニット「hy4_4yh」の「TIME DRIVE COOL GIRLS」が原曲。
3. ビーチサンダル
（作詞：秋元康、作編曲：大内哲也）
4. 君が星になるまで
（作詞：秋元康、作曲：山崎燿、編曲：田口智則、稲留春雄）
5. Blue rose
（作詞：秋元康、作曲：上田晃司、編曲：大内哲也）
6. 禁じられた2人
（作詞：秋元康、作曲：イトウミホコ、編曲：景家淳）
7. 雨の動物園
（作詞：秋元康、作曲：田嶋祐介、編曲：藤田哲也）
8. ふしだらな夏
（作詞：秋元康、作曲：上田晃司、編曲：近田潔人）
9. Don't disturb!
（作詞：秋元康、作曲：Rie、編曲：藤田哲也）
10. Virgin love
（作詞：秋元康、作編曲：井上ヨシマサ）
11. 日付変更線
（作詞：秋元康、作曲：太田美知彦、編曲：景家淳）
12. 僕の打ち上げ花火
（作詞：秋元康、作曲：上杉佳奈、編曲：勝又隆一）

アンコール
1. 約束よ
（作詞：秋元康、作曲：鈴木Daichi秀行、編曲：近田潔人）
2. 転がる石になれ
（作詞：秋元康、作曲：山崎燿、編曲：Funta）
3. シンデレラは騙されない
（作詞：秋元康、作編曲：井上ヨシマサ）

### 演出
- 振り付け担当：夏まゆみ
- 「雨の動物園」では、メンバーが動物の着ぐるみを着用する。
- 「僕の打ち上げ花火」では、揃いのAKB柄浴衣を着用する。
- 「シンデレラは騙されない」では、フラメンコ風のダンスを踊り、マイクを持つのは、6人のみ。

## AKB48 チームK 2nd Stage「青春ガールズ」公演
公演期間
2006年7月8日 - 11月6日
出演メンバー
秋元才加・今井優・梅田彩佳・大島優子・大堀恵・奥真奈美・小野恵令奈・河西智美・小林香菜・佐藤夏希・高田彩奈・野呂佳代・早野薫・増田有華・松原夏海・宮澤佐江
ユニット曲担当
- Blue rose（秋元・大堀・増田・宮澤）
- 禁じられた2人（大島・河西）
- 雨の動物園
  - ペンギン：早野
  - キリン：小林
  - ゾウ：小野
  - チンパンジー：奥
  - ラクダ：今井
  - ライオン：松原
  - シマウマ：梅田
  - パンダ：野呂

- ふしだらな夏（秋元・宮澤・大島・大堀・河西・梅田・野呂・増田・松原）

## AKB48 チームB 1st Stage「青春ガールズ」公演
公演期間
2007年4月8日 - 10月2日
出演メンバー
井上奈瑠・浦野一美・多田愛佳・柏木由紀・片山陽加・菊地彩香・早乙女美樹・田名部生来・仲川遥香・仲谷明香・野口玲菜・平嶋夏海・松岡由紀・米沢瑠美・渡邊志穂・渡辺麻友
ユニット曲担当
- Blue rose（井上・浦野・米沢・渡邊）
- 禁じられた2人（柏木・仲谷）
- 雨の動物園
  - ペンギン：平嶋
  - キリン：片山
  - ゾウ：渡辺
  - チンパンジー：多田
  - ラクダ：野口
  - ライオン：早乙女
  - シマウマ：菊地
  - パンダ：松岡

- ふしだらな夏（井上・浦野・柏木・菊地・田名部・仲川・平嶋・渡邊・渡辺）

## NMB48 チームN 2nd Stage「青春ガールズ」公演

### 曲目（NMB48 ver.）
1. overture（NMB48 ver.）

全NMB48公演共通である。
2. 青春ガールズ
3. ビーチサンダル
4. 君が星になるまで
5. Blue rose
6. 禁じられた2人
7. 雨の動物園
8. ふしだらな夏
9. Don't disturb!
10. Virgin love
11. 日付変更線
12. 僕の打ち上げ花火

アンコール
1. 約束よ
2. 転がる石になれ（チームN ver.）
3. 青春のラップタイム
（作詞：秋元康、作曲：川浦正大、編曲：野中“まさ”雄一）
4. シンデレラは騙されない

※本公演では、overtureがNMB48バージョンとなっているほか、アンコールにおいて、NMB48初のオリジナル楽曲である「青春のラップタイム」が「転がる石になれ（チームN ver.）」と「シンデレラは騙されない」の間に挿入された曲目構成となっている。
※研究生公演では、「転がる石になれ」曲中の歌詞「We're the teamN!」が「We're the NMB!」に変更されて歌唱されている。また、「青春のラップタイム」が「研究生メドレー」に変更されている。

### 概要
公演期間
2011年5月19日 - 2012年9月20日
出演メンバー
小笠原茉由・門脇佳奈子・岸野里香・木下春奈・小谷里歩・近藤里奈・篠原栞那・上西恵・白間美瑠・福本愛菜・松田栞・森彩華・山口夕輝・山田菜々・山本彩・吉田朱里・渡辺美優紀
※森は2011年7月10日で卒業。翌日の7月11日に研究生の山口が昇格。
※松田は2011年9月4日から同年12月31日まで休演。吉田は2011年9月4日から2012年2月22日まで休演。

ユニット曲担当
- Blue rose（岸野・山本・小笠原・福本）
- 禁じられた2人（山田・吉田）
- 雨の動物園
  - ペンギン：上西
  - キリン：近藤
  - ゾウ：渡辺
  - チンパンジー：白間
  - ラクダ：森→山口
  - ライオン：松田
  - シマウマ：木下
  - パンダ：門脇

- ふしだらな夏（山本・渡辺・山田・小笠原・白間・上西・木下・福本・森→山口）

## NMB48 研究生公演「青春ガールズ」
公演期間
2013年2月1日 - 2014年10月5日
公演メンバー
明石奈津子・石田優美・石原雅子・鵜野みずき・大段舞依・小川乃愛・川上千尋・古賀成美・渋谷凪咲・嶋崎百萌香・城恵理子・高山梨子・照井穂乃佳・中川紘美・中野麗来・西澤瑠莉奈・西村愛華・林萌々香・松岡知穂・松村芽久未・三浦亜莉沙・森田彩花・山尾梨奈
その他の正規メンバー：沖田彩華（チームM）、山岸奈津美（チームM→N）、川上礼奈（チームM）、上西恵（チームN）、東由樹（チームM）、黒川葉月（チームBII）、河野早紀（チームN）
西澤は2013年2月5日の公演から出演。鵜野は13日の公演から出演。明石は16日の公演から出演。石原・松岡は3月4日の公演から出演。小川は6日の公演から出演。古賀・西村は2013年4月18日付でチームN昇格。石原は6月27日付で辞退、5月14日で最終公演。小川は10月10日付で辞退、9月27日で最終公演。城は10月13日付で研究生として復帰、11月6日の公演から出演。林は10月13日付でチームN昇格。沖田は12月12日の公演から参加。山岸は17日の公演から参加。川上礼は18日の公演から参加。上西は2014年2月4日の公演に出演。川上千・渋谷は2月24日付でチームBII昇格、4月9日で最終研究生公演。三浦は3月20日付でチームM昇格。中川・嶋崎は3月15日付で辞退、3月13日、14日で最終公演。東は5月27日の公演から参加。黒川は6月9日の公演から参加。高山は7月2日付で卒業（同日卒業公演）。河野は7月27日の公演から参加。

ユニット曲担当 （初日）
- Blue rose（古賀・高山・三浦・森田）
- 禁じられた2人（渋谷・松村）
- 雨の動物園
  - ペンギン：川上千
  - キリン：中川
  - ゾウ：西村
  - チンパンジー：林
  - ラクダ：嶋崎
  - ライオン：大段
  - シマウマ：照井
  - パンダ：山尾

- ふしだらな夏（大段・古賀・嶋崎・中川・西村・林・松村・三浦・森田）

※2014年5月12日公演より、「転がる石になれ」の後に「高嶺の林檎」とメドレー（「ナギイチ」、「サングラスと打ち明け話」の2曲構成）、「一週間、全部が月曜日ならいいのに…」 が挿入されている。
※2014年6月19日公演より、「高嶺の林檎」が「イビサガール」に差し替えられた。

## JKT48 チームKIII 2nd Stage「青春ガールズ」公演
インドネシア語の公演名称は「Gadis-Gadis Remaja」
公演期間
2014年3月8日 - 2015年3月14日（113公演）
公演メンバー
アリシア・カンジア、 サクティア・オクタピアニ、ジェニファー・ハンナ、シンカ・ジュリアニ、シンタ・ナオミ、シンディ・ユフィア、タリア、デラ・デリラ、近野莉菜、ドゥイ・プトゥリ・ボニタ、ナタリア、ナディラ・シンディ・ワンタリ、ノエラ・システリナ、ノフィンタ・ディニ、 ファヒルヤニ・シャファリヤンティ、フィフィヨナ・アプリアニ、プリシリア・サリ・デウィ、ラトゥ・フィエンニ・フィトゥリリア、リスカ・ファイルニッサ、リディア・マウリダ・ジュハンダル、ロナ・アングラエニ
※サクティア・オクタピアニ、ノフィンタ・ディニ、ファヒルヤニ・シャファリヤンティとプリシリア・サリ・デウィは、2014年5月18日付で研究生から昇格し、5月19日の公演から正規メンバーとして出演。
※近野は2014年4月24日付でAKB48から移籍、8月6日の公演から出演。

ユニット曲担当（初日）
- Blue rose（ロナ、シンタ、リディア、ノエラ）
- 禁じられた2人（ラトゥ、フィフィヨナ・H）
- 雨の動物園
  - ペンギン：ジェニファー
  - キリン：ナタリア
  - ゾウ：シンディ
  - チンパンジー：アリシア
  - ラクダ：リスカ
  - ライオン：デラ
  - シマウマ：タリア
  - パンダ：シンカ

- ふしだらな夏（ラトゥ、タリア、シンタ、デラ、ロナ、ジェニファー・H、フィフィヨナ、ノエラ）

## HKT48 チームH 2nd Stage「青春ガールズ」公演
公演期間
2014年4月23日 - 10月30日
出演メンバー
秋吉優花・穴井千尋・井上由莉耶・宇井真白・上野遥・梅本泉・岡本尚子・神志那結衣・兒玉遥・駒田京伽・坂口理子・指原莉乃・田島芽瑠・田中菜津美・田中美久・松岡菜摘・矢吹奈子・山田麻莉奈・山本茉央・若田部遥
ユニット曲担当（各曲各ポジションから1名ずつ出演）
- Blue rose
  - 穴井・坂口・岡本・井上
  - 兒玉・梅本・若田部・駒田
  - 指原・上野・神志那・坂口
  - 松岡・宇井・井上

- 禁じられた2人
  - 神志那・駒田
  - 田島・井上・穴井・松岡

- 雨の動物園
  - ペンギン：山田・田中美
  - キリン：秋吉・岡本
  - ゾウ：矢吹・田中美・秋吉
  - チンパンジー：若田部・梅本
  - ラクダ：田中菜・山田
  - ライオン：駒田・上野
  - シマウマ：坂口・宇井・山本
  - パンダ：岡本・上野

- ふしだらな夏（穴井・岡本・神志那・兒玉・駒田・指原・田島・松岡・若田部）

※本公演では、「転がる石になれ」の後に「HKT48」が挿入されている。

## SNH48 チームHII 1st Stage「青春ガールズ」公演
中国語での公演名称は「青春派對」
公演期間
2014年10月24日 - 2015年5月24日（48公演）
出演メンバー
陳怡馨、李豆豆、李清揚、林楠、劉炅然、劉佩鑫、王柏碩、王璐、呉燕文、謝妮、徐晗、徐伊人、許楊玉琢、楊恵婷、楊吟雨、張昕（以上16名が初日メンバー、他のメンバーも交代で出演）
ユニット曲担当（初日プログラム）
- Blue rose（楊吟雨、張昕、許楊玉琢、吳燕文）
- 禁じられた2人（李豆豆、王柏碩）
- 雨の動物園（徐晗、徐伊人、陳怡馨、謝妮、楊惠婷、劉佩鑫、林楠、李清揚）
- ふしだらな夏（李豆豆、劉炅然、張昕、楊吟雨、吳燕文、王璐、王柏碩、徐伊人、許楊玉琢）

## SKE48 研究生公演「青春ガールズ」
公演期間
2017年4月14日 -
公演メンバー
相川暖花・片岡成美・和田愛菜・井上瑠夏・岡田美紅・北川愛乃・倉島杏実・坂本真凛・佐藤佳穂・白雪希明・仲村和泉・野々垣美希・野村実代・深井ねがい・森平莉子・矢作有紀奈

ユニット曲担当 （初日）
- Blue rose（野村・佐藤・北川・白雪）
- 禁じられた2人（矢作・野々垣）
- 雨の動物園
  - ペンギン：坂本
  - キリン：仲村
  - ゾウ：井上
  - チンパンジー：倉島
  - ラクダ：片岡
  - ライオン：深井
  - シマウマ：森平
  - パンダ：相川

- ふしだらな夏（井上・野村・岡田・和田・白雪・北川・矢作・佐藤・仲村）

※本公演では、「転がる石になれ」の後に「賛成カワイイ!」 が挿入されている。

## スタジオ収録CD
公演曲を公演メンバーがスタジオ収録したものである。

### チームK 2nd Stage「青春ガールズ」（CD）
収録メンバー
秋元才加・今井優・梅田彩佳・大島優子・大堀恵・奥真奈美・小野恵令奈・河西智美・小林香菜・佐藤夏希・高田彩奈・野呂佳代・早野薫・増田有華・松原夏海・宮澤佐江
収録曲
通常盤・初回限定盤・再発盤ともに収録曲は共通。
1. overture
2. 青春ガールズ
3. ビーチサンダル
4. 君が星になるまで
5. Blue rose（歌：秋元・大堀・増田・宮澤）
6. 禁じられた2人（歌：大島・河西）
7. 雨の動物園（歌：今井・梅田・奥・小野・小林・早野・松原・野呂）
8. ふしだらな夏（歌：秋元・宮澤・大島・大堀・河西・梅田・野呂・増田・松原）
9. Don't disturb!（歌：今井・大堀・小林・高田・早野・松原）
10. Virgin love
11. 日付変更線
12. 僕の打ち上げ花火
13. 約束よ
14. 転がる石になれ
15. シンデレラは騙されない

Disc 2は、各楽曲のオフヴォーカルバージョン（再発盤のみ）。

### チームB 1st Stage「青春ガールズ」（CD）
収録メンバー
井上奈瑠・浦野一美・多田愛佳・柏木由紀・片山陽加・菊地彩香・早乙女美樹・田名部生来・仲川遥香・仲谷明香・野口玲菜・平嶋夏海・松岡由紀・米沢瑠美・渡邊志穂・渡辺麻友
収録曲
1. overture
2. 青春ガールズ
3. ビーチサンダル
4. 君が星になるまで
5. Blue rose（歌：井上・浦野・米沢・渡邊）
6. 禁じられた2人（歌：柏木・仲谷）
7. 雨の動物園（歌：平嶋・片山・渡辺・多田・野口・早乙女・菊地・松岡）
8. ふしだらな夏（歌：井上・浦野・柏木・菊地・田名部・仲川・平嶋・渡邊・渡辺）
9. Don't disturb!
10. Virgin love
11. 日付変更線
12. 僕の打ち上げ花火
13. 約束よ
14. 転がる石になれ
15. シンデレラは騙されない

Disc 2は、各楽曲のオフヴォーカルバージョン。

### Team N 2nd Stage「青春ガールズ」
収録メンバー
小笠原茉由・門脇佳奈子・岸野里香・木下春奈・小谷里歩・近藤里奈・篠原栞那・上西恵・白間美瑠・福本愛菜・松田栞・山口夕輝・山田菜々・山本彩・吉田朱里・渡辺美優紀
収録曲
1. overture
2. 青春ガールズ
3. ビーチサンダル
4. 君が星になるまで
5. Blue rose（歌：岸野・山本・小笠原・小柳）
6. 禁じられた2人（歌：山田・吉田）
7. 雨の動物園（歌：上西・近藤・渡辺・白間・山口・松田・木下・門脇）
8. ふしだらな夏（歌：山本・渡辺・山田・小笠原・白間・上西・木下・福本・山口）
9. Don't disturb!
10. Virgin love
11. 日付変更線
12. 僕の打ち上げ花火
13. 約束よ
14. 転がる石になれ
15. シンデレラは騙されない

## 劇場公演DVD

### チームK 2nd Stage「青春ガールズ」（DVD）
収録メンバー
秋元才加・今井優・梅田彩佳・大島優子・大堀恵・奥真奈美・小野恵令奈・河西智美・小林香菜・佐藤夏希・高田彩奈・野呂佳代・早野薫・増田有華・松原夏海・宮澤佐江
収録曲
1. overture
2. 青春ガールズ
3. ビーチサンダル
4. 君が星になるまで
5. Blue rose（歌：秋元・大堀・増田・宮澤）
6. 禁じられた2人（歌：大島・河西）
7. 雨の動物園（歌：今井・梅田・奥・小野・小林・早野・松原・野呂）
8. ふしだらな夏（歌：秋元・宮澤・大島・大堀・河西・梅田・野呂・増田・松原）
9. Don't disturb!
10. Virgin love
11. 日付変更線
12. 僕の打ち上げ花火
13. 約束よ
14. 転がる石になれ
15. シンデレラは騙されない

### チームB 1st Stage「青春ガールズ」（DVD）
収録メンバー
井上奈瑠・浦野一美・多田愛佳・柏木由紀・片山陽加・菊地彩香・早乙女美樹・田名部生来・仲川遥香・仲谷明香・野口玲菜・平嶋夏海・松岡由紀・米沢瑠美・渡邊志穂・渡辺麻友
収録曲
1. overture
2. 青春ガールズ
3. ビーチサンダル
4. 君が星になるまで
5. Blue rose（歌：井上・浦野・米沢・渡邊）
6. 禁じられた2人（歌：柏木・仲谷）
7. 雨の動物園（歌：多田・片山・菊地・早乙女・野口・平嶋・松岡・渡辺）
8. ふしだらな夏（歌：井上・浦野・柏木・菊地・田名部・仲川・平嶋・渡邊・渡辺）
9. Don't disturb!
10. Virgin love
11. 日付変更線
12. 僕の打ち上げ花火
13. 約束よ
14. 転がる石になれ
15. シンデレラは騙されない

### NMB48 チームN 2nd Stage「青春ガールズ」（DVD）
収録メンバー
小笠原茉由・門脇佳奈子・岸野里香・木下春奈・小谷里歩・近藤里奈・篠原栞那・上西恵・白間美瑠・松田栞・山口夕輝・山田菜々・山本彩・吉田朱里・渡辺美優紀・小柳有沙
収録曲
1. overture
2. 青春ガールズ
3. ビーチサンダル
4. 君が星になるまで
5. Blue rose（歌：岸野・山本・小笠原・小柳）
6. 禁じられた2人（歌：山田・吉田）
7. 雨の動物園（歌：上西・近藤・渡辺・白間・山口・松田・木下・門脇）
8. ふしだらな夏（歌：山本・渡辺・山田・小笠原・白間・上西・木下・小柳・山口）
9. Don't disturb!
10. Virgin love
11. 日付変更線
12. 僕の打ち上げ花火
13. 約束よ
14. 転がる石になれ
15. ナギイチ
16. シンデレラは騙されない

### Seishun Girls（DVD）
劇場公演を収録したDVDと同セットリストの公演曲を収録したCDに加え、青春ガールズ公演を振り返るブックレットも同封。
収録メンバー
アリシア・カンジア、サクティア・オクタピアニ、ジェニファー・ハンナ、シンカ・ジュリアニ、シンタ・ナオミ、シンディ・ユフィア、タリア、デラ・デリラ、近野莉菜、ドゥイ・プトゥリ・ボニタ、ナタリア、ナディラ・シンディ・ワンタリ、ノフィンタ・ディニ、ラトゥ・フィエンニ・フィトゥリリア、リスカ・ファイルニッサ、ロナ・アングラエニ
収録曲
1. OVERTURE
2. Seishun Girls
3. Beach Sandal
4. Kimi ga Hoshi ni Naru Made
5. Blue rose（歌：ノフィンタ、近野、ロナ、シンタ）
6. Kinjirareta Futari（歌：ラトゥ、タリア）
7. Ame no Doubutsuen（歌：ナディラ、アリシア、ジェニファー、デラ、シンカ、リスカ、ナディラ、シンディ）
8. Fushidara na Natsu （歌：ナディラ、ラトゥ、ジェニファー、近野、ロナ、タリア、シンディ、シンタ、サクティア）
9. Don't disturb!
10. Virgin Love
11. Hizuke Henkousen
12. Boku no Uchiage Hanabi
13. Yakusoku yo
14. Korogaru Ishi ni Nare
15. Cinderella wa Damasarenai

## セルフカバーなど
- Virgin love（AKB48 2ndシングル・カップリング）
- 転がる石になれ（AKB48 1stアルバム）
- Blue rose（DiVA 1stシングル・カップリング）